# Pseudecheneis stenura
Pseudecheneis stenura är en fiskart som beskrevs av Ng 2006. Pseudecheneis stenura ingår i släktet Pseudecheneis och familjen Sisoridae. Inga underarter finns listade i Catalogue of Life.